# Gheorghe Șincai
 (avril 2017).
Si vous disposez d'ouvrages ou d'articles de référence ou si vous connaissez des sites web de qualité traitant du thème abordé ici, merci de compléter l'article en donnant les références utiles à sa vérifiabilité et en les liant à la section « Notes et références ».
Gheorghe Șincai, né le 28 février 1754 à Râciu de Câmpie et mort le 24 novembre 1816  à Sinea, est l'une des figures de la renaissance culturelle roumaine, historien, philologue, traducteur et poète roumain transylvain des Lumières.